# Alexander Archipenko
Alexander Porfyrovych Archipenko (Kiev, 30 de maio de 1887 — Nova Iorque, 25 de fevereiro de 1964) foi um artista plástico vanguardista ucraniano. Ele foi um dos primeiros a aplicar os princípios do cubismo à arquitetura, analisando a figura humana em formas geométricas.
Sepultado no Cemitério de Woodlawn.

## Galeria

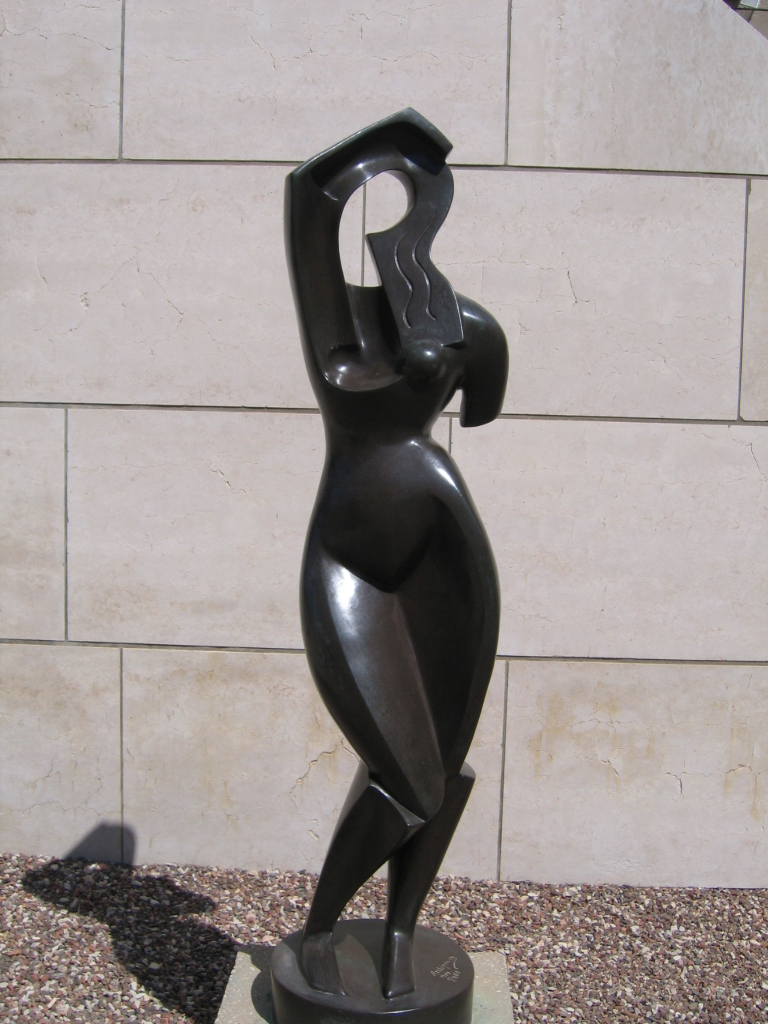
Mulher penteando o cabelo, 1914, bronze, Museu de Israel, Jerusalém
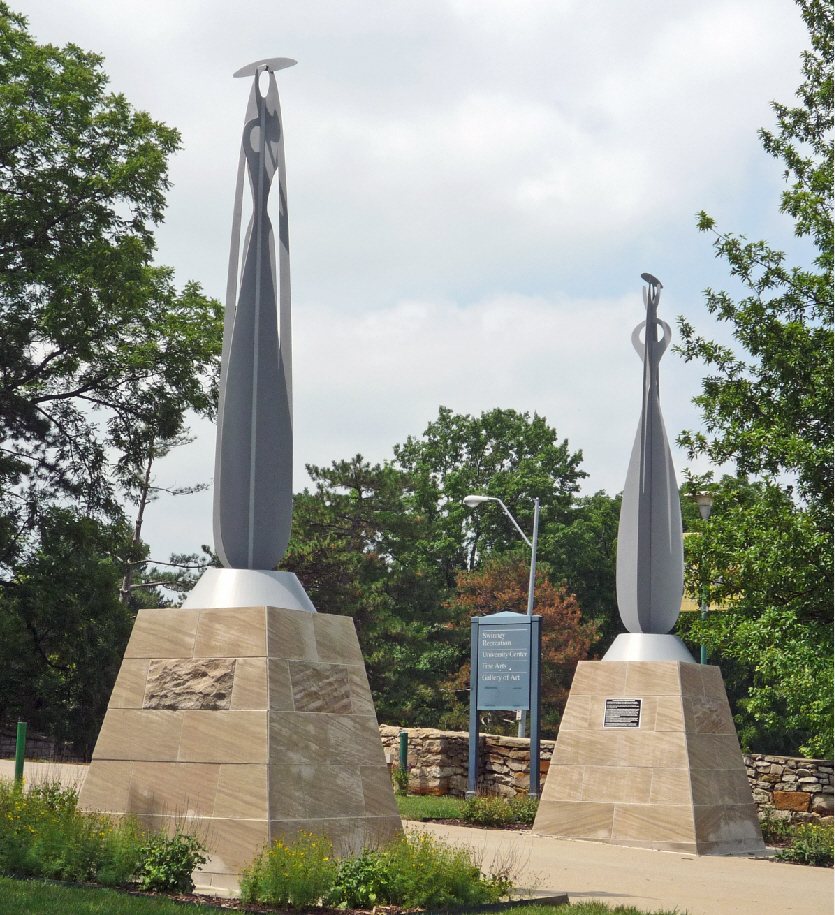
Esculturas Gateway, 1950, aço pintado, Universidade de Missouri-Kansas City.
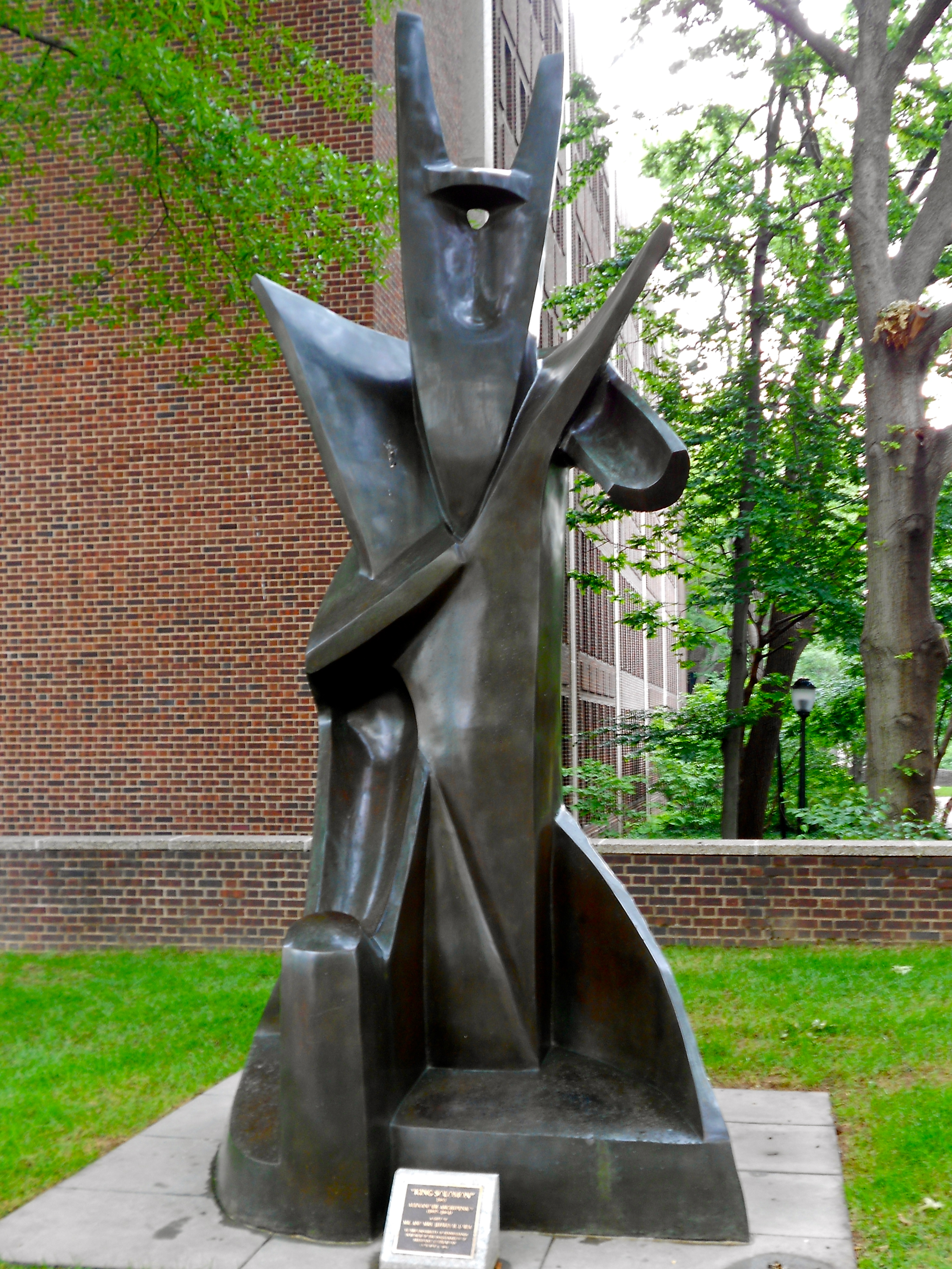
King Solomon on the University of Pennsylvania campus
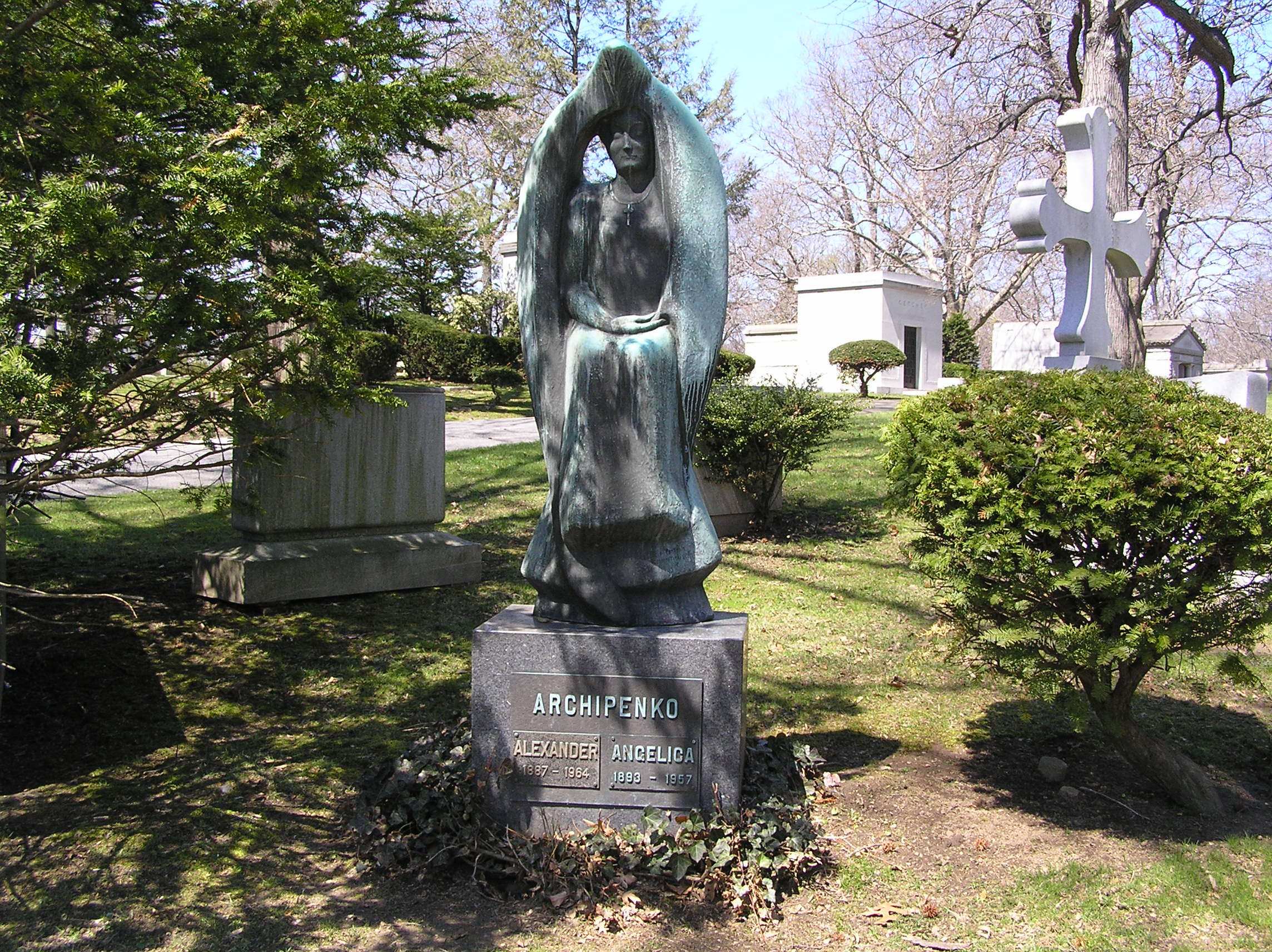
Rei Salomão no campus da Universidade da Pensilvânia